# خانه‌ای روی برکه
خانه‌ای روی برکه (به انگلیسی: The Lake House) یک فیلم هیجانی درام تجسمی به کارگردانی آلخاندرو اگرستی و با بازیگری کیانو ریوز و ساندرا بولاک محصول ۲۰۰۶ آمریکا است. این دو بازیگر پس از فیلم سرعت (۱۹۹۴) برای بار دوم در این فیلم هم‌بازی شدند. فیلم‌نامه این فیلم به‌دست دیوید اوبرن به نگارش درآمد. همچنین شهره آغداشلو در این فیلم حضوری کمرنگ در نقش یک پزشک روسی تبار را دارد.
این فیلم در هفته نخست فروش خود حدود ۱۳ میلیون دلار فروش کرد و نقدهای بسیاری برای نقص در داستان به آن وارد شد. خانه‌ای روی برکه بازسازی شده فیلم کره جنوبی در سال ۲۰۰۰ است.

## داستان
کیت، پزشک جوانی است که هنگام اسباب کشی از خانه کنار دریاچه‌اش، برای مستأجر بعدی یادداشتی گذاشته، و ضمن برشمردن مشکلات و مزایای خانه از او می‌خواهد نامه‌هایش را به آدرس جدیدش بفرستد. مستأجر بعدی، الکس، مهندس معماری ست که برای فرار از زندگی شهری به آن خانه دنج پناه آورده است. پاسخ وی به نامه کیت منجر به شکل‌گیری رابطه‌ای دوستانه بین آن دو می‌شود. رابطه‌ای که هرگز نتوانسته‌اند در دنیای واقعی بیابند. اما، این رؤیای شیرین کابوسی بیش نیست، وقتی می‌فهمند: در دو زمان مختلف! و به فاصله دو سال از یکدیگر زندگی می‌کنند…